# Flagellicaudata
Flagellicaudata es un clado de dinosaurios saurópodos diplodócoides, que vivieron desde el Jurásico superior hasta el Cretácico inferior (hace aproximadamente entre 156 y 130 millones de años, entre el Kimmeridgiense y el Barremiense), en lo que hoy es África y América.

## Descripción
Este grupo se diferencia por poseer una cola en forma de látigo, espinas neurales bífidas , chevrones en forma de paleta, la última parte de la cola formada solo por los cuerpos vertebrales, dientes en forma de laicices y la pérdida del calcáneo en el tobillo.

## Historia
Este clado nodal fue creado por Harris & Dodson, 2004, formando una relación entre los dicreosáuridos y los diplodócidos, excluyendo a los rebaquiosáuridos. El más basal de los flagelicaudátidos es el Suuwassea.

## Sistemática
Se lo define como el clado más inclusivo que contiene a Diplodocus longus (Marsh, 1878) y al Dicraeosaurus hansemanni. Está formada por diplodoco y dicreosaurio, su ancestro común más reciente y todos sus descendientes. 

### Taxonomía
- Clado Flagellicaudata
  - Familia Dicraeosauridae
    - Amargatitanis
    - Amargasaurus
    - Brachytrachelopan
    - Dicraeosaurus
    - Lingwulong
    - Suuwassea
    - Bajadasaurus
    - Pilmatueia

  - Familia Diplodocidae
    - Amphicoelias
    - Subfamilia Apatosaurinae
      - Apatosaurus
      - Brontosaurus
      - Dinheirosaurus
      - Supersaurus

    - Subfamilia Diplodocinae
      - Barosaurus
      - Diplodocus
      - Galeamopus
      - Kaatedocus